# Hofgarten (Innsbruck)

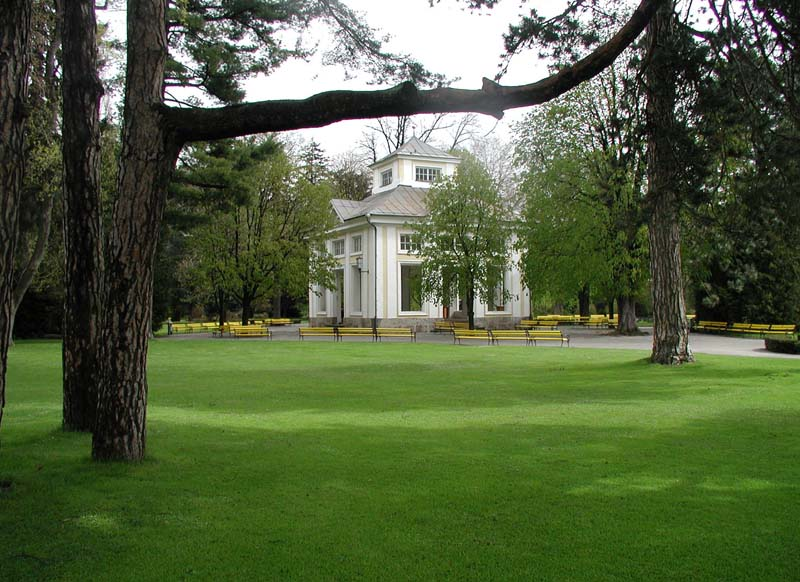
Padiglione nel Hofgarten

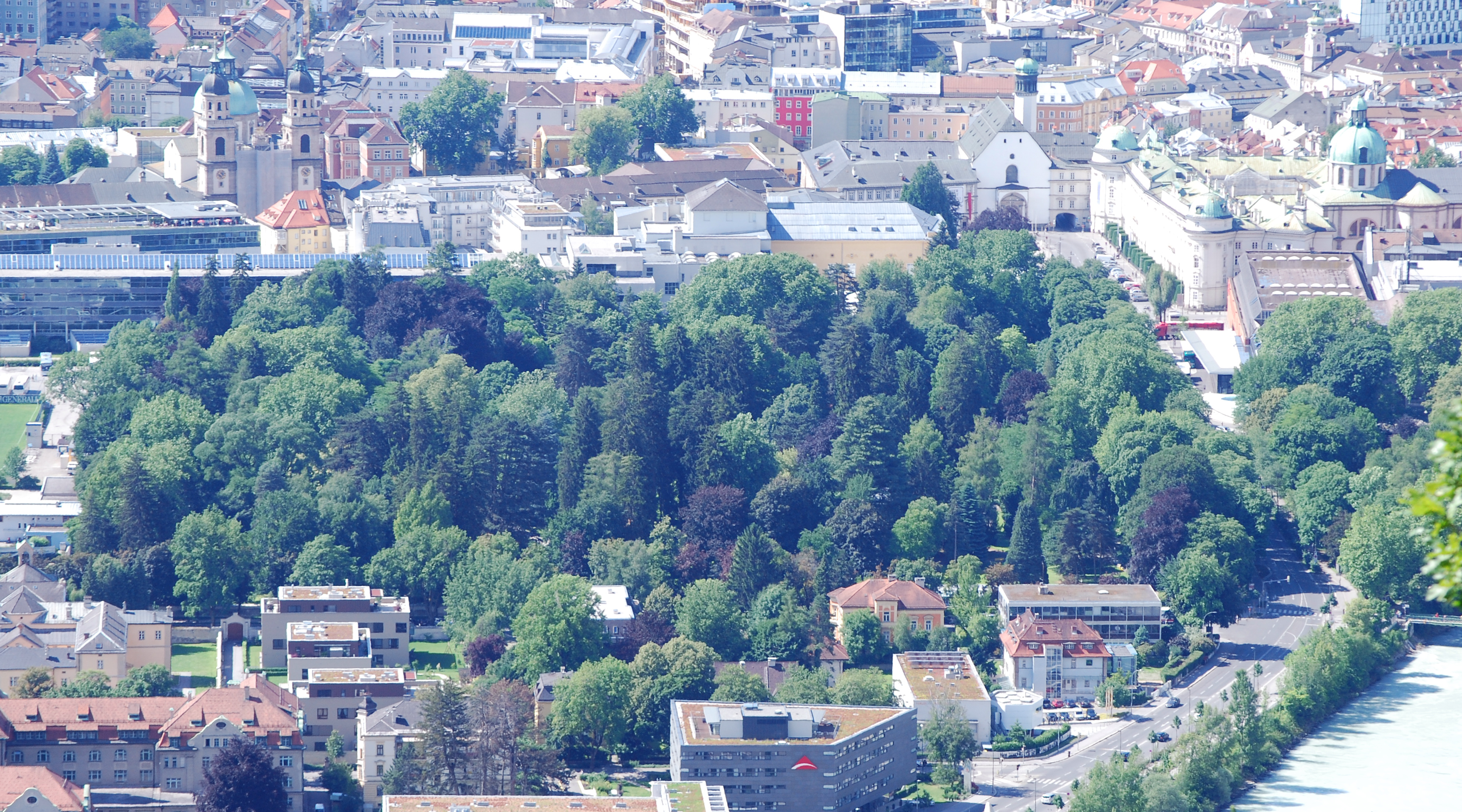
Hofgarten visto da Hungerburg

L'Hofgarten è un parco pubblico storico protetto di Innsbruck (Tirolo, Austria). È situato nel centro storico, adiacente all'Hofburg (palazzo Imperiale), al Palazzo dei Congressi e al Landestheater. Nell'arco dei suoi 600 anni di vita il giardino (grande 10 ha) ha conosciuto una trasformazione continua. Da zona ripariale è diventato giardino rinascimentale, giardino barocco e infine da 150 anni giardino all'inglese. Nel parco crescono ancora alberi che sono stati piantati personalmente dall'imperatrice Maria Teresa d'Austria. L'ultima trasformazione, progettata da Friedrich Ludwig von Sckell, fu eseguita da un maestro sconosciuto solo quattro decenni dopo il progetto, con notevole differenza dalle intenzioni di Sckell.
L'Hofgarten di Innsbruck è gestito dai Österreichische Bundesgärten, un dipartimento subordinato al ministero dell'ambiente, e costituisce un'area ricreativa al centro di Innsbruck con una interessante varietà di alberi, uno stagno, un moderno parco giochi, una serra e un popolare ristorante con giardino.
Per la manutenzione del parco è responsabile una amministrazione. Nel centro del parco c'è un padiglione costruito nel 1733, dove si svolgono molti eventi (soprattutto concerti). Su due scacchiere sovradimensionate vengono tenuti tornei di scacchi.
La serra contiene circa 1.700 specie di piante che si possono ammirare nei giorni feriali. Durante le mostre di quadri e sculture tenute nei mesi estivi, la serra è aperta anche nei giorni festivi.